# Dryopteris moritziana
Dryopteris moritziana là một loài dương xỉ trong họ Dryopteridaceae. Loài này được Urb. mô tả khoa học đầu tiên năm 1903.
Danh pháp khoa học của loài này chưa được làm sáng tỏ. 